# Liste der Naturdenkmale in Oberharmersbach
| Naturdenkmale | Anzahl |
| ------------- | ------ |
| FND           | 3      |
| END           | 5      |
| Gesamt        | 8      |

Die Liste der Naturdenkmale in Oberharmersbach nennt die verordneten Naturdenkmale (ND) der im baden-württembergischen Ortenaukreis liegenden Gemeinde Oberharmersbach. In Oberharmersbach gibt es insgesamt acht als Naturdenkmal geschützte Objekte, davon drei flächenhafte Naturdenkmale (FND) und fünf Einzelgebilde-Naturdenkmale (END).
Stand: 1. November 2016.

## Flächenhafte Naturdenkmale (FND)
| Name                     | Bild | Kennung     | Einzelheiten    | Position | Fläche Hektar | Datum         |
| ------------------------ | ---- | ----------- | --------------- | -------- | ------------- | ------------- |
| Bärlapp-Standort         |      | 83170880001 | Oberharmersbach | ???      | 0,2           | 29. Aug. 1963 |
| Heide-Kirche             |      | 83170880002 | Oberharmersbach | ???      | 0,3           | 29. Aug. 1963 |
| Katzenschrofen           |      | 83170880004 | Oberharmersbach | ???      | 0,0           | 29. Aug. 1963 |
| Legende für Naturdenkmal |      |             |                 |          |               |               |

## Einzelgebilde (END)
| Name                       | Bild | Kennung     | Einzelheiten    | Position | Fläche Hektar | Datum         |
| -------------------------- | ---- | ----------- | --------------- | -------- | ------------- | ------------- |
| Große Fichte               |      | 83170880009 | Oberharmersbach | ???      | 0,0           | 15. Jan. 1974 |
| Große Tanne (Hohlochtanne) |      | 83170880007 | Oberharmersbach | ???      | 0,0           | 15. Jan. 1974 |
| Lafeite-Buche              |      | 83170880006 | Oberharmersbach | ???      | 0,0           | 15. Jan. 1974 |
| Schneckenfichte            |      | 83170880005 | Oberharmersbach | ???      | 0,0           | 29. Aug. 1963 |
| Totenfichte                |      | 83170880008 | Oberharmersbach | ???      | 0,0           | 15. Jan. 1974 |
| Legende für Naturdenkmal   |      |             |                 |          |               |               |